# Payne Ratner

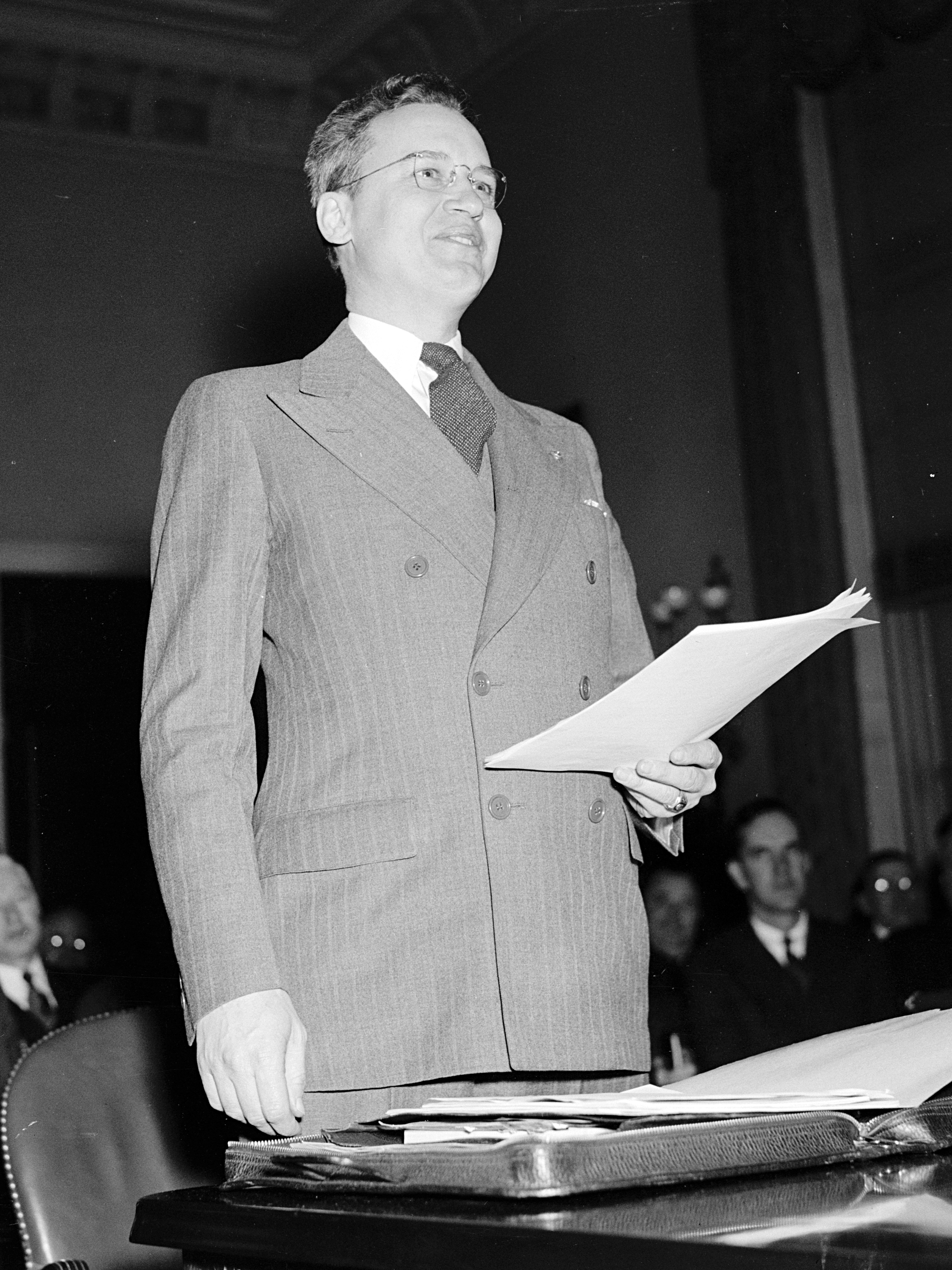
Payne Ratner

Payne Harry Ratner (* 3. Oktober 1896 in Casey, Illinois; † 27. Dezember 1974 in Wichita, Kansas) war ein US-amerikanischer Politiker und von 1939 bis 1943 der 28. Gouverneur des Bundesstaates Kansas.

## Frühe Jahre und politischer Aufstieg
Payne Ratner besuchte die Blackwell High School in Oklahoma und die Washington University in St. Louis. Dort machte er im Jahr 1920 sein juristisches Examen. Zuvor war er während des Ersten Weltkrieges Soldat der US Navy. Nach seiner Zulassung als Rechtsanwalt praktizierte er zunächst in Sibley (Iowa) und dann in Parsons (Kansas). Dort war er zwischen 1923 und 1927 auch Bezirksstaatsanwalt für das Labette County. Der Republikaner Ratner begann seine politische Laufbahn im Jahr 1929, als er in den Senat von Kansas gewählt wurde. 1937 zog er erneut in dieses Gremium ein. Ein Jahr später wurde er von seiner Partei als Kandidat für die Gouverneurswahlen nominiert und anschließend von den Wählern in dieses Amt gewählt.

## Gouverneur von Kansas
Ratners Amtszeit begann am 9. Januar 1939. Nach einer Wiederwahl im Jahr 1940 konnte er insgesamt vier Jahre amtieren. In seiner Zeit wurde die Verwaltung von Kansas erneut reorganisiert. Unter anderem wurde das Arbeitsministerium neu eingerichtet. Ein eigenständiges Finanzministerium wurde gegründet und im Verkehrsbereich wurden die bisherigen Ministerien für die Fernstraßen (Highway Commission) und für Kraftfahrzeuge zusammengelegt. Im öffentlichen Dienst wurde das Leistungsprinzip eingeführt (Merit System). Damals wurde auch das Schulsystem verbessert und die Pensionen für Lehrer erhöht. Damit wurde ein Anreiz zur Ergreifung dieses Berufes geschaffen. Auf dem Gebiet der Brandbekämpfung wurde mit dem Fire Marshall’s Office eine eigene Regierungsabteilung zur Koordination der Feuerwehren geschaffen. Ebenfalls neu war ein Wirtschaftskontrolldienst, der die Hotels und Restaurants des Staates überprüfte. Das Ende von Ratners Amtszeit stand im Schatten des Zweiten Weltkrieges. Seit dem Angriff auf Pearl Harbor am 7. Dezember 1941 befanden sich die Vereinigten Staaten im Kriegszustand mit Japan und kurz danach auch mit Deutschland. Die Hauptaufgabe der Regierung war nun, für die Umstellung der Industrieproduktion auf Rüstungsgüter zu sorgen. Gleichzeitig mussten Rekrutierungsmaßnahmen von Soldaten ergriffen werden. Auch Kansas musste, wie alle anderen US-Bundesstaaten auch, seinen Anteil an den Kriegsanstrengungen des Landes tragen.

## Weiterer Lebenslauf
Nach dem Ende seiner Amtszeit am 11. Januar 1943 zog sich Ratner aus der Politik zurück. Er machte im Jahr 1962 noch einmal Schlagzeilen, als er wegen unethischer Aktivitäten angeklagt wurde. Der Prozess endete aber mit einem Freispruch. Payne Ratner starb im Dezember 1974. Er war mit Cliffe Dodd verheiratet, mit der er drei Kinder hatte.